# Hypercompe chelifer
Hypercompe chelifer är en fjärilsart som beskrevs av Forbes 1929. Hypercompe chelifer ingår i släktet Hypercompe och familjen björnspinnare. Inga underarter finns listade i Catalogue of Life.